# Marine
Pour les articles homonymes, voir Marine (homonymie).

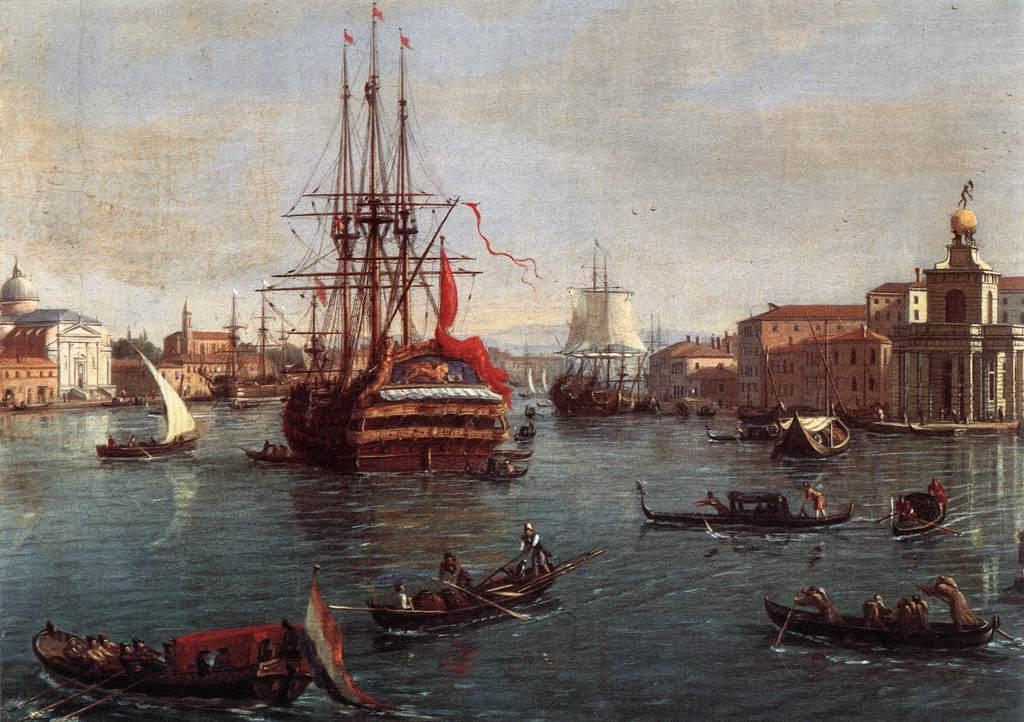
Voilier dans le port de Venise.

La marine est l'ensemble des moyens (personnel et navires) qui relèvent de l'activité maritime, c'est-à-dire relative à la mer et aux déplacements sur l'eau. On parle de :
- la marine marchande ou marine de commerce, qui réunit les moyens de l'activité économique du transport de marchandises et de passagers sur la mer, et par extension sur les fleuves, canaux et lacs ;
- la marine de pêche, qui réunit les moyens de la pêche et de la capture des animaux aquatiques (poissons et autres) dans leur milieu naturel (mers, fleuves, lacs) ;
- la marine de guerre, marine militaire ou armée de mer, qui est un service armé chargé de la défense d'un pays sur l'eau et de l'intervention au loin (outre-mer) par voie maritime. Quelques pays possèdent une marine de guerre exclusivement fluviale ou lacustre. La marine de guerre en France porte le nom de Marine nationale ;
- la plaisance ou marine de plaisance, qui regroupe les activités de sport et de loisir sur l'eau.